# 1947 en Inde
Chronologie de l'Inde
- 1943
- 1944
- 1945
- 1946
- 1947
- 1948
- 1949
- 1950
- 1951

Carte de la partition des Indes.

Cette page concerne les évènements survenus en 1947 en Inde  :

## Évènement
- Révolte du Telangana (fin en 1951).
- Accord tripartite Grande-Bretagne–Inde–Népal, concernant les droits des Gurkhas au service militaire.
- 12 mars : conférence des relations asiatiques à New Delhi.
- 17 juillet : catastrophe du SS Ramdas (en) (bilan : 690 morts).
- 22 juillet l'Assemblée constituante adopte l'actuel drapeau de l'Inde.
- 29 juillet : séisme d'Assam (en).
- 14-15 août : partition du Bengale (en)
- 15 août : 
  - Entrée en vigueur de la partition des Indes (naissance de deux États : l'Inde et le Pakistan).
  - Loi sur l'indépendance indienne
  - Discours sur l'indépendance de l'Inde (en)
  - Tryst with Destiny (en) (en français : Rendez-vous avec le destin), discours de Jawaharlal Nehru.
- 22 septembre : massacre du train d'Amritsar : attaque contre des réfugiés indiens (bilan : 3 000 morts musulmans et 1 000 blessés).
- 21 octobre : début de la première guerre indo-pakistanaise (jusqu'au 31 décembre 1948).
- 26 octobre : Instrument d'adhésion (Jammu et Cachemire) (en) (document juridique introduit pour la première fois par la loi de 1935 sur le gouvernement de l'Inde et utilisé en 1947 pour permettre à chacun des souverains des États princiers relevant de la suprématie britannique de rejoindre l'un des nouveaux dominions de l'Inde ou du Pakistan créés par la partition de l'Inde britannique).
- 1er novembre : entretiens Jinnah-Mountbatten (en)
- 3 novembre : bataille de Badgam (en).

## Création
- 15e corps indien
- Comité d'urgence de Delhi (en)
- Fédération des étudiants de l'Inde française (en)
- Parti socialiste de l'Inde française (en)

## Dissolution
- 15 août : Gouvernement provisoire de l'Inde (en)
- Ligue musulmane

## Naissance
- Flavia Agnes (en), avocate, militante pour les droits des femmes.
- Jarnail Singh Bhindranwale, chef sikh.
- S. A. Choudum (en), mathématicien.
- Simi Garewal, actrice.
- Geetanjali (en), actrice.
- Rakhee Gulzar, actrice.
- Lakshmi Kannan (en), poète et romancier.
- Randhir Kapoor, acteur.
- K. P. A. C. Lalitha (en), actrice.
- Mumtaz, actrice.
- Pushpesh Pant (en), historien.
- Rama Prabha (en), actrice.
- Narra Venkateswara Rao (en), acteur.
- Salman Rushdie, écrivain.
- Lalji Singh (en), biologiste.

## Décès
- Sukanta Bhattacharya (en), poète et scénariste.
- Azizul Haque (en), avocat et militant musulman.
- Dewan Ranjit Rai (en), militaire.
- Nicolas Roerich, philosophe, peintre, chorégraphe, écrivain, archéologue, poète.
- K. L. Saigal (en), acteur et chanteur.
- Kamta Prasad Guru (en), grammairien, écrivain.
- Ayodhya Prasad Upadhyay (en), écrivain.
- Master Vinayak (en), acteur.